# Georg Arnold von Spilcker
Georg Arnold Spilcker, ab 1729 von Spilcker, (* 5. Januar 1722 in Stade; † 30. November 1794 ebenda) war ein deutscher Jurist.

## Leben
Er war der Sohn des Juristen Johann Heinrich von Spilcker, der 1729 in den Adelsstand erhoben worden war. Sophia Eleonora Spilcker geborene Gackenholz war seine Mutter.
An 1741 studierte Spilcker Rechtswissenschaften an den Universitäten Göttingen und Kiel. Danach war er als Justizrat und Hofgerichtsassessor an der Justizkanzlei und dem Hofgericht Stade tätig. 1784 erfolgte seine Ernennung zum Vizedirektor beider Institutionen. 1787 wurde er dann deren Direktor.

## Ehrungen
Die Universität Kiel verlieh Spilcker am 23. Dezember 1793 die Ehrendoktorwürde.